# Xénophobie
La xénophobie est une « hostilité de principe envers les étrangers, ce qui vient de l'étranger », plus précisément à l'égard d'un groupe de personnes ou d'un individu considéré comme étranger à son propre groupe (endogroupe).
Principalement motivée par la peur de l’inconnu et de perdre sa propre identité, elle se détermine selon la nationalité, l'origine géographique, l’ethnie, la race présumée (notamment en fonction de la couleur de peau ou du faciès), la culture ou la religion, réelles ou supposées, de ses victimes, sous l'influence de croyances populaires. Elle peut se manifester par l'exaltation de la culture de son endogroupe, à travers certaines formes de nationalisme par exemple, et le dénigrement, le rejet voire la destruction de la culture du ou des groupes étrangers, ou des agressions verbales ou physiques des membres de ce groupe, pour assurer la pureté présumée de l'identité de l'endogroupe.
Les attitudes xénophobes sont considérées comme une violation des droits de l'homme et condamnées, à ce titre, avec les attitudes racistes et discriminatoires, par les lois de certains pays, généralement depuis la fin du XXe siècle. La déclaration et le programme d'action de Vienne admis par l'Assemblée générale des Nations unies en 1993 indique que l’éradication de ces comportements est une tâche prioritaire de la communauté internationale et prie instamment tous les gouvernements de prendre des mesures efficaces pour les prévenir et les combattre.

## Origine du mot et significations
Formé de deux racines grecques, issues du grec ancien (xénos, « étranger », et phobos, « peur »), le mot xénophobie est un néologisme apparu dans la langue française au début du XXe siècle, c'est un substantif féminin dérivé du néologisme « xénophobe » dont l’invention est imputée à Anatole France, en 1901. En relation avec l’Affaire Dreyfus, cet écrivain dénonce les démagogues en les associant aux : « misoxènes, xénophobes, xénoctones et xénophages ». Ce terme « xénophobe » apparaît pour la première fois dans un dictionnaire, le Nouveau Larousse Illustré, en 1906. Vingt ans plus tard, dans son célèbre pamphlet « La trahison des clercs » (1927), Julien Benda parle de xénophobie comme d’un aspect du patriotisme : « Un autre trait du caractère que prend le patriotisme chez le clerc moderne : la xénophobie. La haine de l'homme pour l'« homme du dehors » […], sa proscription, son mépris pour ce qui n'est pas « de chez lui »… ».
Le mot « xénophobie » est retenu par l’Académie française pour la huitième édition de son Dictionnaire (1935) avec la définition suivante : « État d'esprit, sentiment de celui qui est xénophobe ». Cette définition par référence aux émotions ou aux comportements, qu’ils soient individuels ou collectifs, correspond au sens le plus courant et se retrouve dans la plupart des dictionnaires en 2009 : TLF / « Hostilité manifestée à l'égard des étrangers, de ce qui est étranger » ; CNRTL / « manifester de l'hostilité à l'égard des étrangers, de ce qui vient de l'étranger ».
Le grand dictionnaire terminologique de l’Office Québécois de la Langue Française propose deux entrées pour le terme « xénophobie » : l’une en sociologie (« Préjugé défavorable à l'égard des étrangers. Note : La xénophobie est fondée sur des stéréotypes, généralisations sans fondement, nées de rumeurs, d'incompréhensions, de mœurs différentes. ») et l’autre en psychologie (« Hostilité vis-à-vis des étrangers, d'origine sociale, et non pathologique »). Les deux définitions soulignent le caractère social plus que psychologique de telles croyances ou émotions. Cela reflète une évolution du signifié qui oscille entre la désignation d’un trait irrationnel de l’esprit et celle d’un phénomène social ou encore entre un sens commun plutôt psychologique et une conceptualisation sociologique encore embryonnaire.
Dans tous les cas, la notion de xénophobie évoque celle d’étranger et les multiples stigmates de l’altérité : géographiques, raciaux, nationaux, genrés, linguistiques, culturels, religieux, sociaux, etc. La xénophobie peut alors prendre des formes diverses empruntées au racisme, sexisme, élitisme…

## Racisme et xénophobie
Un enjeu sémantique particulier réside dans les usages et la comparaison des notions de racisme et de xénophobie. À la fin du XXe siècle, les deux termes tendent à être utilisés de manière indifférenciés dans le langage courant et dans les médias de masse, comme si le terme plus ancien et plus utilisé de « racisme » subissait une euphémisation de son sens à mesure où disparaissent les idées relatives aux fondements biologiques de la race. On parle ainsi de « racisme culturel » ou de « racisme anti-jeunes » comme par métaphore évoquant une différenciation symbolique comparable à celles qui existèrent dans les croyances biologiques sur la race et perdurent parfois avec celles-ci.
Le racisme pourtant apparaît comme un ensemble sémantique et idéologique distinct de la xénophobie : ancré dans les croyances relatives aux relations entre l’intellect, le psychisme et les différences physiologiques d’abord celles liées au sexe puis à la couleur de peau. Dans la culture politique européenne, le racisme fut, par le passé, l’objet de théorisations savantes, souvent liées aux couleurs de peau, plaçant généralement les blancs au-dessus des noirs. Ces théories ont induit, même au-delà de leur culture d’origine, des hiérarchies symboliques corrélées aux degrés de blancheurs ou noirceurs des peaux, ce que l’on nomme le « colorisme ».
Du racisme, Albert Memmi donne la définition suivante : « le racisme est la valorisation, généralisée et définitive, de différences biologiques, réelles ou imaginaires, au profit de l'accusateur et au détriment de sa victime, afin de justifier une agression ». Cet écrivain français souligne ainsi la dimension violente et politique de l’idée raciste, débouchant sur des actions collectives ou militaires au détriment des races réputées inférieures ou dangereuses. Par contraste, la notion de xénophobie évoque moins d’organisation systématique de la violence symbolique et physique ; comme si elle était plus floue et plus diffuse, au moins tant qu’elle ne se transforme pas en une forme de conflictualité radicale qui deviendrait autre chose, du racisme, de l’homophobie, de la transphobie, du sexisme, une persécution religieuse, etc.
Cette apparente modération de la xénophobie, par rapport au racisme, doit cependant être relativisée en tenant compte du contexte historique : les mentalités à la fin du XXe siècle sont marquées par la mémoire de la Shoah et de ses soubassements racistes. Dans de nombreuses sociétés, notamment occidentales, le racisme se trouve disqualifié tant comme théorie scientifique que comme discours politique. Des lois le définissent et le sanctionnent qui ne suffisent pas à éradiquer toute croyance à ce sujet mais contraignent à des formes d'euphémisation. De ce fait, la xénophobie se substitue parfois au racisme d’antan, en introduisant seulement plus de précautions dans la désignation des stigmates de l’altérité honnie.
La Déclaration et programme d'action de Vienne prie instamment tous les gouvernements à prendre des mesures immédiates et à élaborer des politiques fortes, y compris de la sanction pénale, pour prévenir et combattre toute manifestation de racisme, xénophobie et relation à l’intolérance.

## Définition sociologique
Il est possible de donner de la xénophobie la définition suivante : « ensemble des discours et des actes tendant à désigner de façon injustifiée l’étranger comme un problème, un risque ou une menace pour la société d’accueil et à le tenir à l’écart de cette société, que l’étranger soit au loin et susceptible de venir, ou déjà arrivé dans cette société ou encore depuis longtemps installé ».
Cette définition ouvre une perspective de recherche et de réflexion incluant les représentations implicites ou techniques de l’étranger comme problème, risque ou menace, ainsi que les expressions dépassionnées, adaptées aux contraintes sociales[réf. nécessaire] et juridiques que subit le discours xénophobe dans les sociétés qui le condamnent. Cette perspective évite aussi de réduire a priori la xénophobie à ses manifestations populaires, notamment les propos racistes (jurons, insultes, stéréotypes…) ou celle des discriminations ordinaires (à l’embauche, dans le commerce, dans l’action quotidienne de la force publique…) et de préjuger ainsi, inconsciemment[réf. nécessaire], du caractère populaire de ce phénomène. Elle évite en outre, sur le plan politique, de réduire le phénomène xénophobe aux seuls discours et succès électoraux des groupuscules et partis d’extrême droite, quand se pose la question des raisons de leur réapparition au centre du système politique, notamment en Europe, à la fin du XXe siècle.
On peut distinguer conceptuellement diverses formes de xénophobie selon leurs origines sociales : xénophobie populaire et xénophobie élitaire par différenciation, dans la sociologie élitiste, entre une minorité gouvernante et une masse gouvernée ; xénophobie contestataire et xénophobie de gouvernement, si l’on rapporte le phénomène xénophobe à la distinction usuelle entre « partis de gouvernement » et autres partis ou simplement entre gouvernants et gouvernés. Ces distinctions permettent, ensuite, de s’interroger sur les dynamiques sociales et les relations historiques entre les formes élitaires ou gouvernantes de la xénophobie et ses formes populaires ou contestataires, à l’origine des remontées périodiques de la xénophobie dans l’histoire politique des sociétés humaines ? Qu’est-ce qui explique que dans certaines configurations socio-historiques, la xénophobie redevienne un élément central de la vie politique ?[Pour qui ?][réf. nécessaire]

## En Europe, une dimension coloniale
L’Allemagne, la France, le Royaume-Uni, l’Espagne, le Portugal, la Belgique, les Pays-Bas, l’Italie, la Russie et le Danemark ont participé à des formes étatiques ou sociétales, économiques ou militaires, de colonisation s’accompagnant fréquemment d’une dévalorisation symbolique des populations indigènes dans les territoires colonisés. Ces dévalorisations ont pu aller du simple rabaissement des cultures aux justifications racistes de ségrégations, d’apartheids voir d’exterminations. Selon Olivier Le Cour Grandmaison, elles se sont accompagnées de justifications intellectuelles de la colonisation et de dévalorisation de l’indigène, à gauche comme à droite du champ politique dans la métropole. Diffusées dans les espaces publics, notamment présentes dans les manuels scolaires, ces justifications ont imprégné les cultures politiques des métropoles. Ce phénomène se trouve réactivé sous une autre forme lorsque, après les guerres de libération, les « indigènes » des anciennes colonies deviennent des « immigrés » dans les ex-métropoles.
En France, les régimes de la IIIe République (1875-1939) et de la IVe République (1945-1958) multiplient les dispositifs juridiques pour contrôler et limiter les entrées d’indigènes sur le territoire métropolitain par crainte de l’envahissement. Des chercheurs et hauts fonctionnaires, en relation avec l’INED (Institut National d’Études Démographiques) construisent intellectuellement la différenciation entre populations migrantes « assimilables » et « inassimilables » par la France. Parmi les inassimilables sont classés notamment les « Français musulmans d’Algérie » (FMA) dont près de 1,5 million sont présents sur le territoire métropolitain, notamment dans la région parisienne, quand débute la guerre d'indépendance de l’Algérie (1954-1962)[réf. nécessaire]. Les recherches de Marc Bernardot sur les politiques sociales de logement des immigrés ainsi que sur les doctrines sécuritaires de mise à l’écart et de confinement des étrangers les politiques militaires, policières et sociales, convergent pour contrôler l’« indigène » devenu rebelle et terroriste potentiel : les services administratifs, régimes juridiques et référentiels d’action publique sont façonnés par la menace intérieure et ne disparaissent pas, sous l’effet de la signature des accords d’Évian (1962). Durant la décennie qui suit, la représentation de l’immigré comme problème, risque ou menace se généralise[réf. nécessaire].
La décolonisation a un lourd impact sur les systèmes politiques en métropoles : la guerre de libération accentue certains traits sécuritaires durant la période du conflit, mais la décolonisation entraîne surtout le rapatriement en métropole des fonctionnaires de l’État colonial qui sont réaffectés dans l’administration métropolitaine, généralement dans leur secteur professionnel de rattachement, le plus souvent dans deux secteurs où l’expérience coloniale est valorisée : le secteur militaro-policier, et le secteur social. Dans ces deux domaines, la supposée connaissance de l’indigène acquise dans les colonies se convertit en connaissance de l’immigré utile pour prendre en charge le nouveau secteur émergent des politiques migratoires. Sylvains Laurens a montré que les carrières des fonctionnaires passées par les colonies sont ainsi plus nombreuses à permettre une prise de fonction dans le domaine migratoire et dans ce domaine sont plus favorables à une ascension rapide des échelons hiérarchiques. Le même phénomène s’observe dans le secteur social para-étatique. En 1969, près de 90 % des directeurs de foyers de travailleurs immigrés gérés par la société d'économie mixte SONACOTRA, étaient d’anciens militaires engagés dans les guerres coloniales. Ces retours de colonies charrient à la fois des perceptions coloniales de l'indigène, des peurs à son sujet exacerbées par les violences des guerres de libération et des frustrations liées à la défaite militaire ainsi qu'au rapatriement forcé[réf. nécessaire]. La mise en œuvre de ces représentations sociales dans le domaine des politiques migratoires naissantes construit, dès les années 1960, dans les services administratifs et ministériels, une perception de l'étranger comme problème, risque ou menace[réf. nécessaire].

## Afrique du Sud
Ailleurs dans le monde, des sentiments xénophobes s'expriment en Afrique du Sud, dans les années 2010, contre les immigrés venus du Mozambique ou de Somalie, donnant lieu à des violences. Le roi zoulou Goodwill Zwelithini kaBhekuzulu demande alors notamment aux étrangers de « faire leurs bagages ».

## Migrations et xénophobie
Selon les recherches conduites par Didier Fassin, Alain Morice, Catherine Quiminal sur les « lois de l'inhospitalité », en sociologie ou en anthropologie, la genèse des politiques sur la migration humaine des années 1970, qui sont essentiellement antimigratoires, expriment publiquement et politiquement dans la conjoncture permissive et justificatrice ouverte par les chocs pétroliers et le début de la crise économique, ces représentations formées antérieurement dans les sphères technocratiques du nombre d'étrangers comme problème, risque ou menace. Les mêmes observations sont faites sur l’Autriche, l’Espagne, la Grèce, l’Italie et le Royaume-Uni : toutes montrent que cette représentation de l'étranger provient d'acteurs technocratiques (ministres, conseillers, hauts fonctionnaires, agents publics et semi-publics, experts, lobbyistes, chargés de communication, etc.) en positions dirigeantes.

## Droit par pays

### Suisse
En Suisse, l'hostilité à l'égard des étrangers peut, sous certaines conditions, être punie par le Code pénal.